# 戴维·赫尔德
戴维·赫尔德（1951年8月27日—2019年3月2日）是一位英国政治学家，专攻政治哲学和國際關係學

## 代表作

### 专著
- 《民主的模式》（Models of Democracy，1987第1版，1996第2版，2006第3版）
- 《民主与全球秩序：从现代国家到世界主义治理》（Democracy and the global order: from the modern state to cosmopolitan governance，与丹尼尔·阿尔基布吉合著，1995）
- 《全球化与反全球化》（Globalization/anti-globalization: beyond the great divide，与安东尼・麦克格鲁（日语：アンソニー・マッグルー）合著，2002第1版，2007第2版）
- 《驯服全球化：管理的新领域》（Taming globalization: frontiers of governance，与Mathias Koenig-Archibugi合著，2003）
- 《全球盟约化：华盛顿共识与社会民主》（ Global covenant: the Social Democratic alternative to the Washington consensus，2004）

### 主编
- 《治理全球化：权力、权威与全球冶理》（Governing Globalization: Power, Authority and Global Governance，与安东尼・麦克格鲁（日语：アンソニー・マッグルー）合编，2002）
- 《气候变化的治理：科学、经济学、政治学与伦理学》（The Governance of Climate Change: Science, Ecomomics, Politics & Ethics，与安格斯·赫维、玛丽卡·西罗思合编）